# Campionats del món de ciclisme en ruta de 2023
Els Campionats del món de ciclisme en ruta de 2023 es disputaren del 5 al 13 d'agost de 2023 a Glasgow, Escòcia.

## Programa
| Data                             | Prova                                                  | Localitat (sortida)       | Localitat (arribada)      | Distància                 |
| Contrarellotge individual        | Contrarellotge individual                              | Contrarellotge individual | Contrarellotge individual | Contrarellotge individual |
| -------------------------------- | ------------------------------------------------------ | ------------------------- | ------------------------- | ------------------------- |
| 9 agost                          | Contrarellotge masculina sub-23                        | Stirling                  | Stirling                  | 36.4 km                   |
| 10 agost                         | Contrarellotge femenina júnior                         | Stirling                  | Stirling                  | 13.6 km                   |
| 10 agost                         | Contrarellotge femenina Contrarellotge femenina sub-23 | Stirling                  | Stirling                  | 36.4 km                   |
| 11 agost                         | Contrarellotge masculina júnior                        | Stirling                  | Stirling                  | 23 km                     |
| 11 agost                         | Contrarellotge masculina                               | Stirling                  | Stirling                  | 48.1 km                   |
| Contrarellotge per equips mixtos |                                                        |                           |                           |                           |
| 8 agost                          | Contrarellotge per equips mixtos                       | Glasgow                   | Glasgow                   | 40.3 km                   |
| Cursa en línia                   |                                                        |                           |                           |                           |
| 5 agost                          | Cursa en línia femenina júnior                         | Glasgow                   | Glasgow                   | 70 km                     |
| 5 agost                          | Cursa en línia masculina júnior                        | Glasgow                   | Glasgow                   | 127.2 km                  |
| 6 agost                          | Cursa en línia masculina                               | Edimburg                  | Glasgow                   | 271.1 km                  |
| 12 agost                         | Cursa en línia masculina sub-23                        | Balloch                   | Glasgow                   | 168.4 km                  |
| 13 agost                         | Cursa en línia femenina Cursa en línia femenina sub-23 | Balloch                   | Glasgow                   | 154.1 km                  |

## Resultats

### Proves professionals
| Prova                                    | Or | Or         | Plata | Plata    | Bronze | Bronze      |
| Proves masculines professionals          | |            | |          | |             |
| Cursa en línia masculina detalls         | Mathieu van der Poel (NED)                                                                              | 6h 07' 27" | Wout van Aert (BEL)                                                                                              | + 1' 37" | Tadej Pogačar (SLO)                                                                                              | + 1' 45"    |
| Contrarellotge masculina detalls         | Remco Evenepoel (BEL)                                                                                   | 55' 19.23" | Filippo Ganna (ITA)                                                                                              | + 12.28" | Joshua Tarling (GBR)                                                                                             | + 48.20"    |
| Proves femenines professionals           | |            | |          | |             |
| Cursa en línia femenina detalls          | Lotte Kopecky (BEL)                                                                                     | 4h 02' 12" | Demi Vollering (NED)                                                                                             | + 7"     | Cecilie Uttrup Ludwig (DEN)                                                                                      | + 7"        |
| Contrarellotge femenina detalls          | Chloé Dygert (USA)                                                                                      | 46' 59.80" | Grace Brown (AUS)                                                                                                | + 5.67"  | Christina Schweinberger (AUT)                                                                                    | + 1' 12.95" |
| Proves mixtes                            | |            | |          | |             |
| Contrarellotge per equips mixtos detalls | Suïssa · Stefan Bissegger · Elise Chabbey · Nicole Koller · Stefan Küng · Marlen Reusser · Mauro Schmid | 54' 16.20" | França · Rémi Cavagna · Bruno Armirail · Bryan Coquard · Juliette Labous · Cédrine Kerbaol · Audrey Cordon-Ragot | + 7.08"  | Alemanya · Jannik Steimle · Max Walscheid · Miguel Heidemann · Ricarda Bauernfeind · Franziska Koch · Lisa Klein | + 51.31"    |

### Proves sub-23
| Prova                                   | Or                        | Or         | Plata                    | Plata   | Bronze               | Bronze   |
| Proves sub-23                           |                           |            |                          |         |                      |          |
| Cursa en línia masculina sub-23         | Axel Laurence (FRA)       | 4h 04' 58" | Antonio Morgado (POR)    | + 2"    | Martin Svrĉek (SVK)  | + 2"     |
| Contrarellotge masculina sub-23 detalls | Lorenzo Milesi (ITA)      | 43' 00"    | Alec Segaert (BEL)       | + 11"   | Leo Hayter (GBR)     | + 51"    |
| Cursa en línia femenina sub-23 detalls  | Blanka Vas (HUN)          | 4h 6' 46"  | Shirin van Anrooij (NED) | + mt    | Anna Shackley (GBR)  | + mt     |
| Contrarellotge femenina sub-23 detalls  | Antonia Niedermaier (GER) | 49' 27.26" | Cédrine Kerbaol (FRA)    | + 7.85" | Julie de Wilde (BEL) | + 39.13" |

### Proves júniors
| Prova                           | Or                              | Or         | Plata              | Plata    | Bronze                    | Bronze   |
| Proves masculines júniors       |                                 |            |                    |          |                           |          |
| Cursa en línia masculina júnior | Albert Withen Philipsen (DEN)   | 3h 06' 26" | Paul Fietzke (GER) | + 1' 19" | Felix Ørn-Kristoff (NOR)  | + 1' 19" |
| Contrarellotge masculina júnior | Oscar Chamberlain (AUS)         | 29' 29.62" | Ben Wiggins (GBR)  | + 24.87" | Louis Leidert (GER)       | + 34.11" |
| Proves femenines júniors        |                                 |            |                    |          |                           |          |
| Cursa en línia femenina júnior  | Julie Bego (FRA)                | 1h 54' 53" | Cat Ferguson (GBR) | + 9"     | Fleur Moors (BEL)         | + 9"     |
| Contrarellotge femenina júnior  | Felicity Wilson-Haffenden (AUS) | 19' 31.51" | Isabel Sharp (GBR) | + 16.59" | Federica Venturelli (ITA) | + 29.30" |

## Medaller
| Posició | País          | Or | Plata | Bronze | Total |
| 1       | Bèlgica       | 2  | 2     | 2      | 6     |
| 2       | França        | 2  | 2     | 0      | 4     |
| 3       | Austràlia     | 2  | 1     | 1      | 4     |
| 4       | Països Baixos | 1  | 2     | 0      | 3     |
| 5       | Alemanya      | 1  | 1     | 2      | 4     |
| 6       | Itàlia        | 1  | 1     | 1      | 3     |
| 7       | Dinamarca     | 1  | 0     | 1      | 2     |
| 8       | Estats Units  | 1  | 0     | 0      | 1     |
| 8       | Hongria       | 1  | 0     | 0      | 1     |
| 8       | Suïssa        | 1  | 0     | 0      | 1     |
| 11      | Regne Unit    | 0  | 3     | 2      | 5     |
| 12      | Portugal      | 0  | 1     | 0      | 1     |
| 13      | Àustria       | 0  | 0     | 1      | 1     |
| 13      | Noruega       | 0  | 0     | 1      | 1     |
| 13      | Eslovàquia    | 0  | 0     | 1      | 1     |
| 13      | Eslovènia     | 0  | 0     | 1      | 1     |
| Total   | Total         | 13 | 13    | 13     | 39    |